# Dylan Thomas: Return Journey
Dylan Thomas: Return Journey es una película del género biografía de 1990, dirigida por Anthony Hopkins, que también la musicalizó y además es uno de los protagonistas (se encargó de la introducción) junto a Bob Kingdom, que caracteriza a Dylan Thomas. El filme fue realizado por British Sky Broadcasting (BSkyB) y Daniel TV, se estrenó el 25 de diciembre de 1990.

## Sinopsis
Una observación a los hechos de la vida y las creaciones del compositor poético galés, Dylan Thomas, interpretado por el actor Bob Kingdom.